# Villa Corona (kommun)
Villa Corona är en kommun i Mexiko.   Den ligger i delstaten Jalisco, i den centrala delen av landet, 500 km väster om huvudstaden Mexico City. Antalet invånare är 15 196. Arean är 179 kvadratkilometer.
Terrängen i Villa Corona är kuperad norrut, men söderut är den platt.
Följande samhällen finns i Villa Corona:
- Villa Corona
- El Tecuán
- Colonia Lázaro Cárdenas